# Мікаель Борг-Гансен
Мікаель Борг-Гансен (дан. Michael Borg-Hansen; нар. 1951) — данський дипломат, з 2009 по 2013 рік посол Данії в Україні.

## Біографія
Народився у 1951 році в Брюсселі. У 1982 закінчив Копенгагенський університет, за фахом історія та російська мова.
З 1984 по 1985 — секретар Делегації на конференції, присвяченій заходам зміцнення безпеки і довіри та роззброєнню в Європі, що проводилась  у  Стокгольмі. 
З 1985 по 1989 — 1-й секретар Посольства Данії у СРСР (Москва). 
З 1989 по 1990 — співробітник Міністерства Закордонних Справ Данії у Копенгагені.
З 1990 по 1992 — співробітник Міністерства Оборони Данії Копенгагені.
З 1992 по 1996 — радник з політичних питань Посольства Данії у США (Вашингтон).
У 1996 — заступник Директора Департаменту з питань політики в сфері безпеки, Міністерство Закордонних Справ Данії (Копенгаген). 
З 1996 по 2001 — Представник Данії у Спеціальній групі високого рівня з питань контролю над звичайними озброєннями (HLTF) при НАТО.
З 2001 по 2005 — старший радник з питань зовнішньої політики, Офіс Прем'єр-міністра Данії.
З 2005 по 2009 — Міністр-радник, Заступник Голови місії, Посольство Королівства Данії у Великій Британії (Лондон).
З 01.09.2009 по 2013 рік — Надзвичайний і Повноважний Посол Королівства Данії в Україні, за сумісництвом в Грузії та Вірменії.